# Richard Vogt
Richard Vogt (Hamburg, Njemačka, 26. siječnja 1913. – Hamburg, Njemačka, 13. srpnja 1988.) je pokojni njemački boksač u poluteškoj kategoriji. Natjecao se u amaterskom i profesionalnom boksu te je u Berlinu 1936. postao olimpijski viceprvak.

## Karijera
Vogt je trenirao u hamburškom boksačkom klubu BC Sportmann te je osvojio tri njemačka prvenstva prije nego što se 1938. godine uputio u profesionalni boks. Svoju prvu nacionalnu profesionalnu titulu osvojio je 1941. kada je pobijedio Heinza Seidlera. Godinu potom borio se protiv Talijana Luigija Musine za privremenu europsku polutešku titulu ali je izgubio na bodove nakon 15 rundi.
1948. postao je poznat nakon što je na bodove pobijedio čuvenog njemakog boksača Maxa Schmellinga. To je ujedno bio i Schmellingov posljednji boksački meč. Vogt je pak nastavio boksati do 1952. nakon čega se bavio pro wrestlingom a bio je i svestrani jahač te je posjedovao nekoliko konja. Također, imao je 16 hektara zemlje te se bavio poljoprivredom.
Preminuo je 1988. godine nakon duge borbe s parkinsonovom bolešću.

## Vanjske poveznice
- Profil Richarda Vogta na Sports-reference.com  Arhivirana inačica izvorne stranice od 12. kolovoza 2011. (Wayback Machine)